# Décès en 1292
Décès
- 1288
- 1289
- 1290
- 1291
- 1292
- 1293
- 1294
- 1295
- 1296

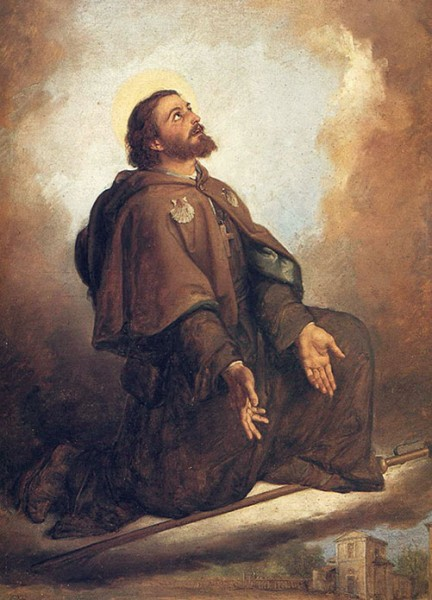
Aimé Ronconi, mort en 1292.

Cette page dresse une liste de personnalités mortes au cours de l'année 1292 :
- 29 janvier : Jeanne de Blois-Châtillon, comtesse de Blois, de Chartres et de Dunois et dame de Guise.
- 6 février : Guillaume VII, dit « le Grand Marquis », marquis de Montferrat.
- 4 avril : Nicolas IV, pape de 1288 à 1292.
- 16 avril Thibaud Gaudin, 22e grand Maître des Templiers.
- 8 mai : Aimé Ronconi, moine franciscain, reconnu comme saint par l'Église catholique.
- 2 juin : Rhys ap Maredudd, prince de la maison de Dinefwr, exécuté par les Anglais à York.
- 30 septembre : Guillaume Ier, duc de Brunswick-Lunebourg de 1279 à 1291 et prince de Wolfenbüttel.
- 15 octobre : Jean de Flandre, ou Jean de Dampierre, évêque de Metz et de Liège.
- 20 octobre : Fujiwara no Kitsushi, impératrice consort du Japon.
- 8 décembre : John Peckham, franciscain, maître en théologie d’Oxford et de Paris, disciple de Bonaventure, archevêque de Cantorbéry.

- Bienvenue Bojani, bienheureuse catholique.
- Robert Burnell, évêque de Bath et Wells et Lord Chancelier.
- Margaret de Carrick, comtesse de Carrick.
- Vakhtang II, roi de Géorgie et un co-roi d'Iméréthie.
- Jean de Varennes, maréchal de France.
- Kertanagara, dernier et le plus important des rois de Singasari dans l'est de Java.
- Thomas II Zaremba, évêque de Wrocław.

## Crédit d'auteurs
- Cet article est partiellement ou en totalité issu de l'article intitulé « 1292 » (voir la liste des auteurs).